# Sulabanus dumongabonensis
Sulabanus dumongabonensis is een keversoort uit de familie netschildkevers (Lycidae). De wetenschappelijke naam van de soort werd in 2007 gepubliceerd door Dvorak & Bocák.